# چابکی
چابکی (انگلیسی: Agility) یا چالاکی، یکی از قابلیت‌هایی است که در حیطه آمادگی حرکتی قرار دارد و فرد با توجه به سرعت و فرم بدن، جهت حرکت خود را، به صورت غیرارادی، با حفظ تعادل، سرعت و دقت زیاد، تغییر می‌دهد. چابکی با عوامل دیگر آمادگی جسمانی در ارتباط است و به قدرت، استقامت، سرعت، تعادل و مهارت بستگی دارد. چابکی، یکی از عوامل مؤثر در اجرای فعالیت‌های ورزشی است، که گاهی در انجام برخی مهارت‌های شغلی و روزمره نیز به کار می‌آید.